# 匈牙利大屠殺
匈牙利大屠杀是在1944年3月德国占领匈牙利之后，納粹德國对匈牙利犹太人进行的有預謀的殺戮。
德国入侵匈牙利时，匈牙利境內有825,000名犹太人，是欧洲當時人口最多的犹太人國家，  當時許多犹太人从其他地方逃到相对安全的匈牙利，而且匈牙利总理卡拉伊·米克洛什一直不愿驱逐他们。 由于納粹德國担心匈牙利加入同盟國 ，阿道夫·希特勒下令入侵匈牙利。  1944年3月19日德国占领匈牙利后不久，阿道夫·艾希曼來到布达佩斯，下令将匈牙利的犹太人驱逐到奥斯威辛集中营。 1944年5月15日至7月9日期间，有超过 434,000 名犹太人被147列火车押送出境， 其中大部分被送往奥斯威辛集中营，大约80%的匈牙利犹太人在抵达奥斯威辛集中营后被毒气杀害。 
就匈牙利方面，霍爾蒂·米克洛什在被入侵後遭到德國人架空，儘管他曾聯絡紅十字會協助將匈牙利猶太人送往瑞典或巴勒斯坦，但由於英美的漠視而讓成效微乎其微，反對納粹德國的匈牙利的高官也遭到了納粹的搜捕，兩位總理克里斯茨-費斯切·費倫茨與卡拉伊·米克洛什以及霍爾蒂的兒子小米克洛什均被納粹俘虜並送往集中營，不過亦有逃出生天的案例，例如猶太人實業家喬林·費倫茨將所有資產上交給納粹後便獲准逃往美國，隨著局勢不利於德國，霍爾蒂逐漸奪回權力，最終于1944年7月6日下令停止驱逐猶太人。 不過此時匈牙利境內的猶太人已經所剩無幾。

## 更多閱讀
- "Winston Churchill to Anthony Eden, 11 July 1944" （页面存档备份，存于）. Churchill Papers, Churchill Archives Centre, Cambridge.
- "German Troops Occupy Hungary" （页面存档备份，存于）. United States Holocaust Memorial Museum.
- "Deportation of Hungarian Jews" （页面存档备份，存于）. United States Holocaust Memorial Museum.
- Herczl, Moshe Y. (1993). Christianity and the Holocaust of Hungarian Jewry. New York: NYU Press. JSTOR j.ctt9qg6vj
- Vági, Zoltán; Csősz, László; Kádár; Gábor (2013). The Holocaust in Hungary: Evolution of a Genocide. Lanham: AltaMira Press. ISBN 978-0-7591-2198-0